# Pomnik kryptologów w Poznaniu
Pomnik kryptologów – pomnik w formie metalowego, graniastosłupa foremnego o podstawie trójkąta, zlokalizowany w Poznaniu, przed głównym wejściem do Zamku Cesarskiego w Poznaniu (ul. Święty Marcin).
Dzieło upamiętnia trzech polskich kryptologów, którzy przyczynili się m.in. do rozpracowania szyfru niemieckiej maszyny szyfrującej Enigma – Mariana Rejewskiego, Jerzego Różyckiego i Henryka Zygalskiego, związanych z Uniwersytetem Poznańskim (budynek Zamku mieścił przed II wojną światową pomieszczenia uniwersyteckie).
Pomnik odsłonięto w 2007, a projektantami byli Grażyna Bielska–Kozakiewicz i Mariusz Kozakiewicz z Zakopanego. Litery nazwisk kryptologów wkomponowali oni w ciągi cyfr, szczelnie zapełniające ściany obelisku, co według autorów miało być hołdem nie tylko dla szyfrantów, ale także dla matematyki i ludzkiej myśli w ogóle (np. w Przekroju artykuł o monumencie zatytułowano Pomnik intelektu). Dzieło posługuje się międzynarodowym językiem liczb i geometrii. U dołu zlokalizowano inskrypcje polsko- i angielskojęzyczne z biografiami kryptologów.